# Lawrence z Arábie (film)
Lawrence z Arábie (v originále Lawrence of Arabia) je britské dobrodružné drama, které režíroval David Lean. Hlavními herci filmu jsou Peter O'Toole, Omar Sharif, Anthony Quinn, Jack Hawkins, José Ferrer, Anthony Quayle a Claude Rains. Film měl premiéru ve Velké Británii 10. prosince 1962. Film je nejen válečným žánrem, ale i subtilní studií charakterů. Zachycuje grandiózní vizi jednoho Angličana T.E. Lawrence, přicházejícího ze zcela jiného světa a kultury, jehož snaha splynout s místními syny pouště končí rovněž velkolepým ztroskotáním. Film získal celkově sedm Oscarů – Nejlepší film, Nejlepší režie, Nejlepší kamera, Nejlepší výprava, Nejlepší střih, Nejlepší zvuk a Nejlepší hudba.

## Děj
Osmadvacetiletý archeolog a důstojník je roku 1916 vyslán z hlavního anglického stanu v Káhiře k beduínům. Spojí se s místním panovníkem Fajsalem, sjednotí znesvářené kmeny z okolních oblastí a táhne s nimi pouští. S materiální podporou anglické armády vede Lawrence arabské povstání ve stylu guerillové války. Padne ovšem – v převleku za beduína – do rukou tureckého guvernéra města Dera, který jej nechá mučit. Psychicky zlomený Lawrence přebírá až po dlouhém přemlouvání opět úlohu velitele Arabů. Před dobytím Damašku způsobí ukrutné a nesmyslné krveprolití v tureckých řadách. Jeho vize svobodné Arábie nakonec zkrachuje jednak kvůli rozporům mezi kmeny, jednak kvůli politickým zájmům Anglie a Francie. Zklamaný se vrací do své vlasti.

## Obsazení

### Hlavní role
| Peter O'Toole  | Lawrence           |
| Alec Guinness  | princ Fajsal       |
| Anthony Quinn  | Auda Abu Tayi      |
| Jack Hawkins   | generál Allenby    |
| Omar Sharif    | šejk Ali           |
| Anthony Quayle | plukovník Brighton |
| Claude Rains   | pan Dryen          |

## Hlavní postava Lawrence

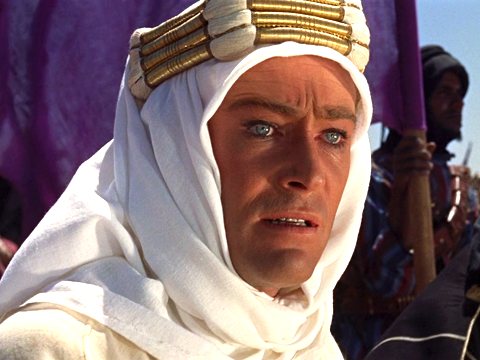
Peter O'Toole jako T. E. Lawrence

Hlavní postava je přednastavena v celé své rozporuplnosti: jako melancholický Angličan, opovrhující civilizací, jako místy arogantní bojovník za svobodu ve jménu Arábie, ale také jako citlivý přítel a vůdce Arabů, který se snaží vžít do situace beduínů, ale jehož vize ztroskotá na neuskutečnitelnosti této představy. Lawrence je vylíčen jako cynicky využitý nástroj anglických politických zájmů, ale také jako samozvaný spasitel beduínů. Snímek se nevyhýbá ani zachycení homosexuálních a sadomasochistických sklonů hlavního hrdiny.

## Natáčení
Film se natáčel převážně na skutečných místech děje, čímž zprostředkovává realistický obraz jednoho z vedlejších bojišť první světové války. Dlouhé záběry z pouště, dramaticky podbarvené hudbou Maurice Jarreho, jsou nádherné a velmi působivé.
Film vznikl v letech, kdy kinematografie reagovala na výzvu televize zavedením širokoúhlých formátů a monumentální výpravou. Při premiéře měl Lawrence z Arábie 222 minut, ovšem krátce poté byl na naléhání distributora zkrácen o 20 minut a při druhém uvedení do kin v roce 1971 o dalších 15 minut. Po dlouholeté rekonstrukci producenta Roberta A. Harrise za pomocí samotného režiséra Leana, střihačky Coatesové a některých původních herců, nezbytných pro dodatečné postsynchrony, mohl být po 27 letech uveden definitivní režisérský sestřih filmu u příležitosti zahájení festivalu v Cannes roku 1989.

## Ocenění
- 1962 Oscar za nejlepší film

- 1962 Oscar za nejlepší režii (David Lean)

- 1962 Oscar za nejlepší výpravu (John Box, John Stoll a Dario Simoni)

- 1962 Oscar za nejlepší střih (Ann V. Coates)

- 1962 Oscar za nejlepší kameru (Freddie Young)

- 1962 Oscar za nejlepší hudbu (Maurice Jarre)

- 1962 Oscar za nejlepší zvuk (John Cox)